# Bang ca Terengganu
Bang ca Terengganu (tiếng Mã Lai: Lagu Kebangsaan Terengganu), còn được biết đến là (Allah) phù hộ Sultan (tiếng Mã Lai: Selamat Sultan, ký tự Jawi:سلامت سلطان). Nó được sáng tác hoàn toàn bởi Mohamad Hashim bin Abu Bakar, đều vào năm 1927, và được chấp nhận cùng năm đó.